# چیبی سیتی
چیبی سیتی (به لاتین: Chibi City) یک county-level city در جمهوری خلق چین است که در شیانینگ واقع شده‌است.

## خصوصیات
چیبی سیتی ۱٬۷۲۳ کیلومترمربع مساحت و ۵۲۰٬۰۰۰ نفر جمعیت دارد و ۶۷ متر بالاتر از سطح دریا واقع شده‌است.